# لوجان بول
لوجان أليكسندر بول (بالإنجليزية: Logan Paul)‏ (وُلد في 1 أبريل 1995) هو مُدون مرئي وممثل ومصارع أمريكي. اكتسب لوجان شهرة في بداية مسيرته بفضل مقاطع فيديو شاركها على موقع فاين. وانطلق بعد ذلك إلى التمثيل في مسلسلات التلفزيون والأفلام. تضم قائمة الأعمال التي شارك فيها بول ظهوره ضيفًا في مسلسل القانون والنظام: الوحدة الخاصة للضحايا وفي المسلسل الكوميدي وحيدون غريبون. أما عن الأفلام فقد ظهر بول لوجان في فيلم الخيال العلمي التشاؤمي على موقع يوتيوب ريد بعنوان الترفيع، وفيلم الكوميديا للبالغين في وضع الطيران. كما أطلق لوجان أيضًا العلامة التجارية الخاصة به وأسماها «مافريك» تيمنًا بالببغاء الذي يملكه. وحاليا صاحب لقب الولايات المتحدة في دبليو دبليو إي بعد هزيمة ري ميستيريو في كراون جول 2023.

## النشأة
وُلد لوجان في 1 أبريل 1995 في ويست ليك بولاية أوهايو. تُدعى والدته باميلا آن ستبينك (اسمها قبل الزواج ميريدث) ووالده جريجوري آلان بول، وهو وكيل بيع عقارات. يدعي لوجان أن له أصول نمساوية-يهودية، وإنجليزية، وألمانية-يهودية، ومجرية-يهودية، وأيرلندية، وإسكتدلنية، وويليزية. ترعرع لوجان في أوهايو مع أخيه الأصغر جيك بول، وبدأ في تسجيل مقاطع فيديو لقناة على اليوتيوب اسمها «زوش» (Zoosh) عندما كان عمره عشر سنوات.
درس بول في مدرسة ويست ليك الثانوية، كما أنه مارس رياضة كرة القدم الأمريكية وكان ظهير خلفي، وحاز بول على لقب "All-Star" من صحيفة «بلاين ديلر» في 2012. كما مارس بول رياضة المصارعة وتأهل لبطولات الدرجة الأولى للمصارعة المنفردة في 2013 والتي تقيمها الرابطة الرياضية لمدارس أهايو الثانوية على مستوى الولاية.
عندما كان بول مستعدًا للالتحاق بالجامعة، كانت قناته على اليوتيوب قد حازت على عدد قليل من المتابعين. تخصص بول في الهندسة الصناعية في جامعة أوهايو ثم ترك الجامعة في 2014 ليعمل صانع محتوى ترفيهي على وسائل التواصل الاجتماعي بداوم كامل في لوس أنجلوس، وانتقل حينها إلى مبنى سكني يقطنه نجوم آخرين من فاين. كان بول عمره 19 سنة عندما بدأ عمله.

## الحياة الشخصية
في أكتوبر 2015 عاش لوجان بول في مبنى يقع في منطقة هوليوود أند فاين في مدينة هوليوود بولاية كاليفورنيا. وكان يعيش في هذا المبنى أيضًا مشاهير وسائط التواصل الاجتماعي ومنهم أماندا سيرني، وخوانبا زوريتا، وأندرو باتشيلور. عاش لوجان مع رفيقي سكن وهم مارك دونر، وإيفان إيكينرود والذي يُعرف باسم «دورف مامبا» (القزم مامبا). ساعد هذا لوجان في التعاون مع المشاهير الآخرين في مقاطع فيديو.
يمتلك بول ببغاء من نوع باراكيت الشمس يُدعى «مافريك»، وأصبح هذا اسم العلامة التجارية الخاصة به والاسم الذي يستخدمه معجبيه للإشارة لأنفسهم. كما يمتاك لوجان بول كلب من نوع بومرينيان يُدعى «كونج دا سافاج».
وفي أكتوبر 2017، انتقل بول وإيكينرود إلى عقار في رانتشو ميراج بولاية كاليفورنيا وذلك بعد أن تم طردهم من سكنهم السابق.

## وصلات خارجية
- لوجان بول على موقع IMDb (الإنجليزية)
- لوجان بول على موقع روتن توميتوز (الإنجليزية)
- لوجان بول على موقع ألو سيني (الفرنسية)
- لوجان بول على موقع ميوزك برينز (الإنجليزية)
- لوجان بول على موقع قاعدة بيانات برودواي على الإنترنت (الإنجليزية)
- لوجان بول على موقع قاعدة بيانات الفيلم (الإنجليزية)